# 光热转换
光熱轉換，通過吸收、反射或其他方法把太陽的輻射能集中起來，變換成足夠高溫度的過程，以有效地滿足不同負載(如:電力)的要求。